# Andy Strauß
Andy Strauß, eigentlich Andreas Günter Strauß (* 27. September 1981 in Leer, Ostfriesland), ist ein Poetry Slammer, Slam Master, Schriftsteller und Schauspieler.

## Leben und Werk
Strauß besuchte von 1993 bis 2002 das Ubbo-Emmius-Gymnasium Leer. Nach dem Zivildienst begann er zunächst ein Informatikstudium, entschied sich dann jedoch zu einem Soziologiestudium an der Universität Münster. Dort war er hochschulpolitisch aktiv für das unabhängige Fachschaften Forum (uFaFo) und für diese zwischen 2008 und 2009 als Kulturreferent des AStA tätig.
Seit Ende 2006 ist Strauß auf Poetry-Slam-Bühnen deutschlandweit unterwegs. Nach seinem Buch EstablishMensch aus dem Jahr 2009 ist im November 2010 sein zweites Buch Albträumer erschienen. Er gewann je zweimal beim WDR Poetry Slam und beim Slammerfilet. Für seinen ersten Kurzfilmslam erstellte er den Kurzfilm Knabberbagger. Strauß ist mehrfacher Teilnehmer des German International Poetry Slams (GIPS) und erreichte dort 2007 und 2012 das Finale. 2008 nahm Strauß in Zürich, 2009 in Düsseldorf, 2010 im Ruhrgebiet, 2011 in Hamburg, und 2012 in Heidelberg an den deutschsprachigen Meisterschaften im Einzel teil. 2008 veranstaltete er in seiner früheren Heimatstadt Leer erstmals einen Poetry Slam.
Sein Theaterdebüt gab er im Jahr 2010. Unter der Leitung von Philip Gregor Grüneberg spielte er den Nils im Stück Context von Igor Bauersima im Theater im Pumpenhaus und am Theater im Depot Dortmund (siehe Depot Immermannstraße).
Für Alma Hoppes Lustspielhaus erarbeitete er gemeinsam mit Frank Klötgen, Philipp Scharrenberg, Bumillo, Schriftsteller, Julian Heun, Alex Burkhardt und Hanz das Bühnenstück Slam Goes Kabarett (2012).
Für die Petra-Meurer-Theatertage 2013 schrieb, inszenierte und spielte er das absurde Theaterstück Ist doch egal, das Stück ist von Andy Strauß.
2014 führte er Regie für die zwölfstündige Hörspiel-Bearbeitung des Romanes Henry Frottey – Sein erster Fall: Teil 2 – Das Ende der Trilogie von Jan Philipp Zymny, in dem er auch als Sprecher und Klangdesigner fungiert.
Im August 2015 nahm Andy Strauß beim bis dato größten Poetry Slam der Welt auf der Trabrennbahn Hamburg vor über 5000 Zuschauern teil.
Sein Sprechstück Das Scheitern an uns selbst – und den absurden Vorstellungen, die uns die Altvorderen überliefern wurde im Dezember 2015 uraufgeführt.
Andy Strauß ist Mitglied der Lesebühnen LMBN im domicil in Dortmund, „Die 2 DREI“ im Cuba Nova in Münster,  sowie „Überholspurpiraten“ in der Faust Hannover.
Von Januar 2017 bis Juni 2018 war Andy Strauß bei Rocket Beans TV tätig.

## Veröffentlichungen

### Eigenständige
- 2009: EstablishMensch, UBooks-Verlag, ISBN 978-3-86608-120-8.
- 2010: Albträumer, UBooks-Verlag, ISBN 978-3-86608-137-6.
- 2011: Der Kleine Junkie Nimmerplatt, Unsichtbar Verlag, ISBN 978-3-942920-00-1.
- 2011: Uhrmacher, Unsichtbar Verlag, ISBN 978-3-942920-06-3.
- 2012: Kuck dir die Tiere an, wie glücklich die immer sind, Unsichtbar Verlag, ISBN 978-3-942920-15-5
- 2012: Home is where mein Fisch ist, Unsichtbar Verlag, ISBN 978-3-942920-99-5
- 2013: Sie grunzen Freudig, einige springen sogar hoch, Unsichtbar Verlag, ISBN 978-3-942920-24-7
- 2014: Funktion kaputt, Unsichtbar Verlag, ISBN 978-3-942920-33-9
- 2016: Friss Chaos, Ordnung, Unsichtbar Verlag, 978-3-957910516
- 2016: Boulettenbetti hatte Geburtstag, 978-3957910592

### In Anthologien
- 2009: Dichterschlacht 5, Ariel, ISBN 978-3-930148-45-5.
- 2009: Frische Eier: Junge westfälische Off-Literatur, Sonderpunt Verlag, ISBN 978-3-938329-53-5.
- 2010: Poetry Slam – das Buch: Die 40 besten Bühnen-Texte, Carlsen Verlag, ISBN 978-3-551-68237-6.
- 2010: The Punchliner Nr.7, Andreas Reiffer Verlag, ISBN 978-3-934896-07-9.
- 2011: Überirdisch, audimax MEDIEN, ISBN 978-3-9808971-1-2.
- 2011: Das große Dummy-Buch. Das Beste und Schlimmste aus 30 Mal Magazinmachen, Kein & Aber, ISBN 978-3-0369-5299-4
- 2012: Fickt euch alle, Unsichtbar Verlag, ISBN 978-3-942920-49-0
- 2012: 155 Kurze, Lektora Verlag, ISBN 978-3-938470-79-4
- 2012: Freunde – Ein Sammelwerk, Kettler Verlag, ISBN 978-3-86206-186-0
- 2012: The Punchliner Nr.9, Andreas Reiffer Verlag, ISBN 978-3-934896-97-0
- 2012: Macht Sex Spaß?, Satyr Verlag, ISBN 978-3-9814891-7-0
- 2013: Last Exit Babyklappe: Ein Lesespaß für die halbe Familie, Satyr Verlag, ISBN 978-3-944035-08-6
- 2013: This book is Tocotronic: Ein Lesebuch, Leander Verlag, ISBN 978-3-9815368-3-6
- 2014: Das Slamperium schlägt zurück, Lektora Verlag, ISBN 978-3-95461-017-4
- 2014: Die Poetry Slam Fiebel: 20 Jahre Werkstatt der Sprache, Satyr Verlag, ISBN 978-3-944035-38-3
- 2014: Poetry Slam, Milandro Verlag, ISBN 978-3-902973-12-2
- 2024: Hanf aufs Herz. 18 Geschichten, Gedichte, Gedanken über Cannabis, Alkohol und weitere Drogen, Dichterwettstreit deluxe, ISBN 978-3-98809-009-6

## Auszeichnungen (Auszug)
- 2007: Slammy-Award in der Kategorie Schrägster Vogel[26]
- 2011: NRW Landesmeister im Poetry Slam[27]
- 2012: NRW Vize-Landesmeister im Poetry Slam[28]

## Filmografie
- 2011: Das Cast Ding (als Schauspieler)
- 2014: Emma hat Flügel (als Schauspieler)
- 2015: Cordelias Kinder (als Schauspieler)[29]